# 함상헌
함상헌(咸相憲, 1971년 3월 20일 ~ )은 대한민국의 축구 선수, 지도자이다. 서울시청 축구단에서 선수생활을 했다가 1994년 대우 로얄즈 유니폼을 입었지만 그 해 말 노주섭과 함께 차상해와의 맞트레이드를 통해 포항 아톰스로 이적했으나 1995년 전기 중반 박지호와의 맞트레이드로 1998년까지 LG 치타스 / 안양 LG 치타스에서 활약한 축구 선수이다.
한편, 1994년 말 대우에서 포항으로 이적할 당시 트레이드 상대였던 차상해는 샤샤 때문에 설 자리를 잃게 되자 1995년 후기 때 김상문과의 맞트레이드로 유공 유니폼을 입었는데 다음 해 입단한 세르게이 때문에 설 자리를 잃어 결국 1996년 전기리그가 끝난 후 방출된 뒤 안양 LG 치타스로 이적했으며 노주섭은 1996년 후기리그 때 LG로 이적하여 두 사람은 같은 시기 함상헌과 한솥밥을 먹기도 했다.